# Fall River (Wisconsin)
Fall River è un comune degli Stati Uniti, situato in Wisconsin, nella Contea di Columbia.